# Pommern (1903)
Pommern är en fyrmastad stålbark, byggd 1903 i Glasgow, Skottland. Hon hette först Mneme och seglade för tyska rederier, bland annat F. Laeisz, i salpetertrafik till Sydamerika. År 1923 köpte den åländske redaren Gustaf Erikson fartyget. Som Pommern blev hon ett av de sista stora segelfartygen i vetetraden mellan Australien och Europa. Sedan 1953 är hon museifartyg i Mariehamn på Åland. Pommern räknas som ett av världens bäst bevarade fartyg i sin klass. Hennes galjonsfigur föreställer Mneme, minnets musa i grekisk mytologi.

## Tidiga år
Fartyget döptes först till Mneme och började sin karriär under tysk flagg. Hon seglade först för B. Wencke Söhne i Hamburg. Efter ägarens död såldes hon 1906 till Rehderei Act. Ges. von 1896. På grund av ekonomiska problem sålde detta rederi fartyget vidare samma år. Köpare blev Reederei F. Laeisz i Hamburg, känt som "The P-liners" eftersom deras fartygsnamn började med P. Mneme döptes då om till Pommern.
Pommern gick därefter i salpetertrafik på Chile och seglade för F. Laeisz fram till 1923, med undantag för en period som krigsskadestånd i Grekland 1918. År 1911 kolliderade hon med fyrmastbarken Engelhorn i Nordsjön, men skadorna reparerades. När segelfartygens tid gick mot sitt slut inledde Laeisz ett samarbete med Gustaf Erikson, som så småningom hade världens största segelflotta. Rederiet F. Laeisz finns fortfarande och är numera del av Hapag-Lloyd.

## Under åländsk flagg

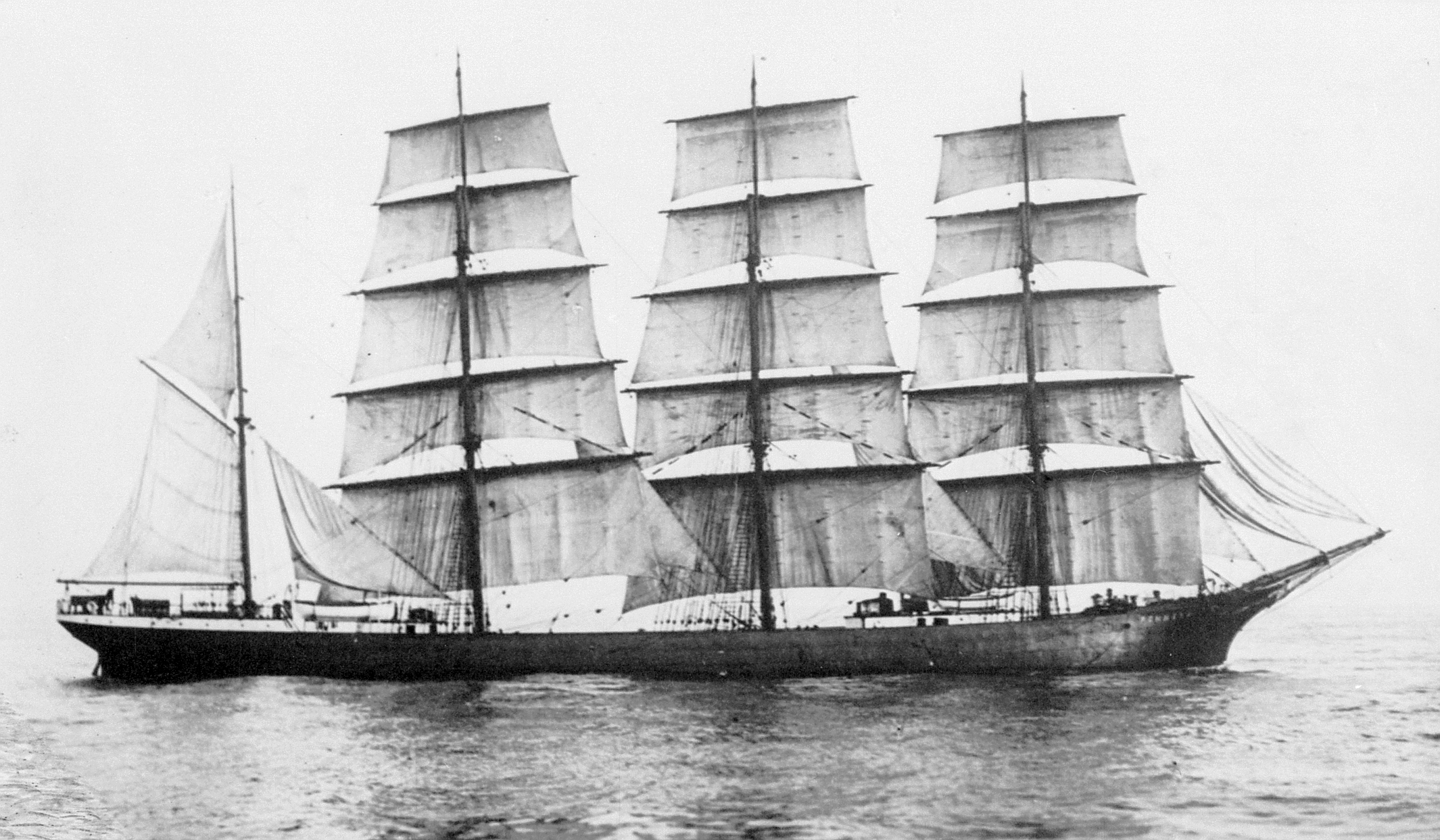
Pommern för segel

Gustaf Erikson köpte Pommern 1923. Under 1920-talet seglade hon främst med salpeter och trävaror till Sydamerika. På 1930-talet sattes hon in i vetetraden till Australien, när andra frakter blev svåra att få. Hon noterade flera snabba seglingar:
- 1929: Oslo–Melbourne (trävaror) på 87 dygn
- 1930: Wallaroo–Falmouth (vete) på 105 dygn
- 1934–35: Dungeness–Port Victoria (barlast) på 76 dygn
- 1936: Port Lincoln–Falmouth (vete) på 94 dygn
- 1937: Port Victoria–Falmouth (vete) på 94 dygn

Vid krigsutbrottet 1939 lades hon upp i Mariehamn. År 1944 bogserades hon till Stockholm för att hämta vete till Åbo som nödhjälp. Därefter blev hon kvar i Mariehamn. Hon rustades aldrig upp igen, till skillnad från Pamir och Viking.

## Museifartyg

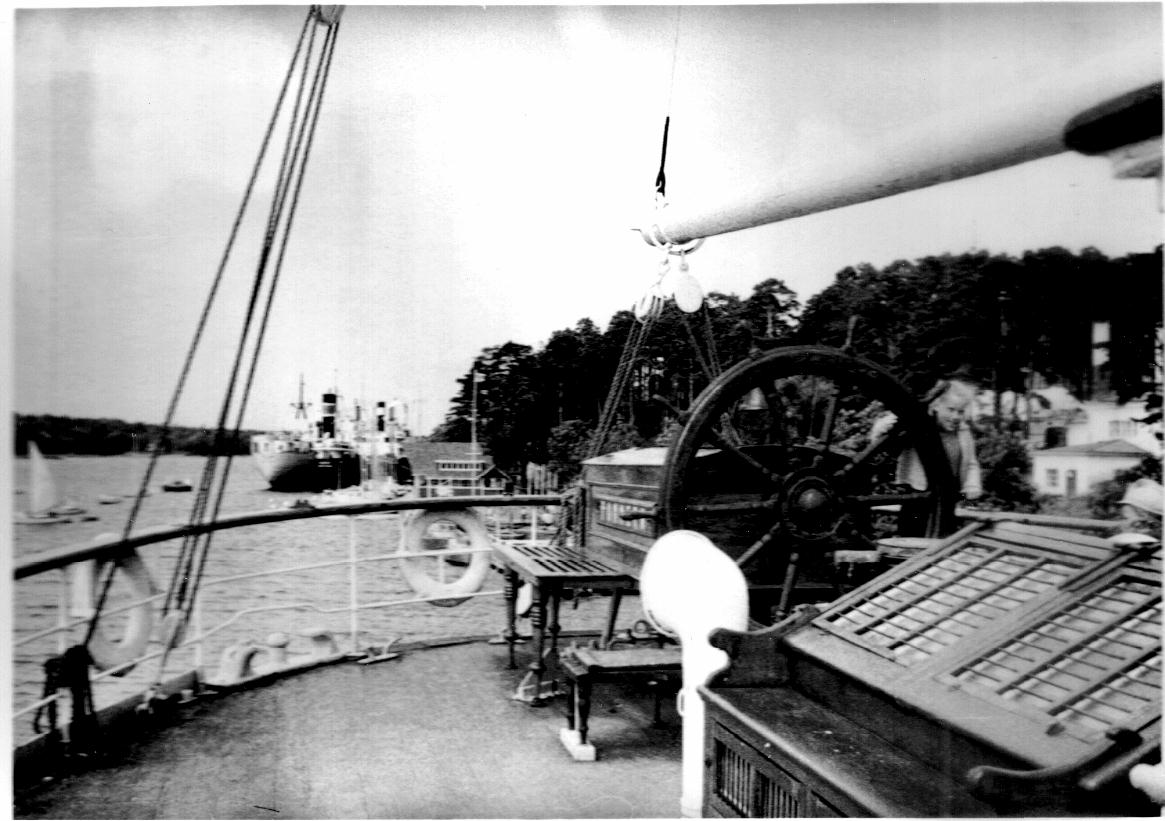
Poopdäcket 1967

År 1953 donerades Pommern till Mariehamns stad av Gustaf Eriksons efterlevande. Hon förtöjdes i Västerhamn, intill Ålands sjöfartsmuseum, och öppnades som museum 1957. Hon är ett av få kvarvarande fartyg i sitt slag som bevarats i flytande originalskick. Med några års mellanrum bogseras hon för underhåll, bland annat bottenmålning.
År 2019 rustades kajen där hon ligger. Samtidigt byggdes en träbelagd docka som omger det flytande fartyget. Hon förvaltas av Ålands sjöfartsmuseum.